# Lista de membros da Federação Internacional de Hóquei no Gelo

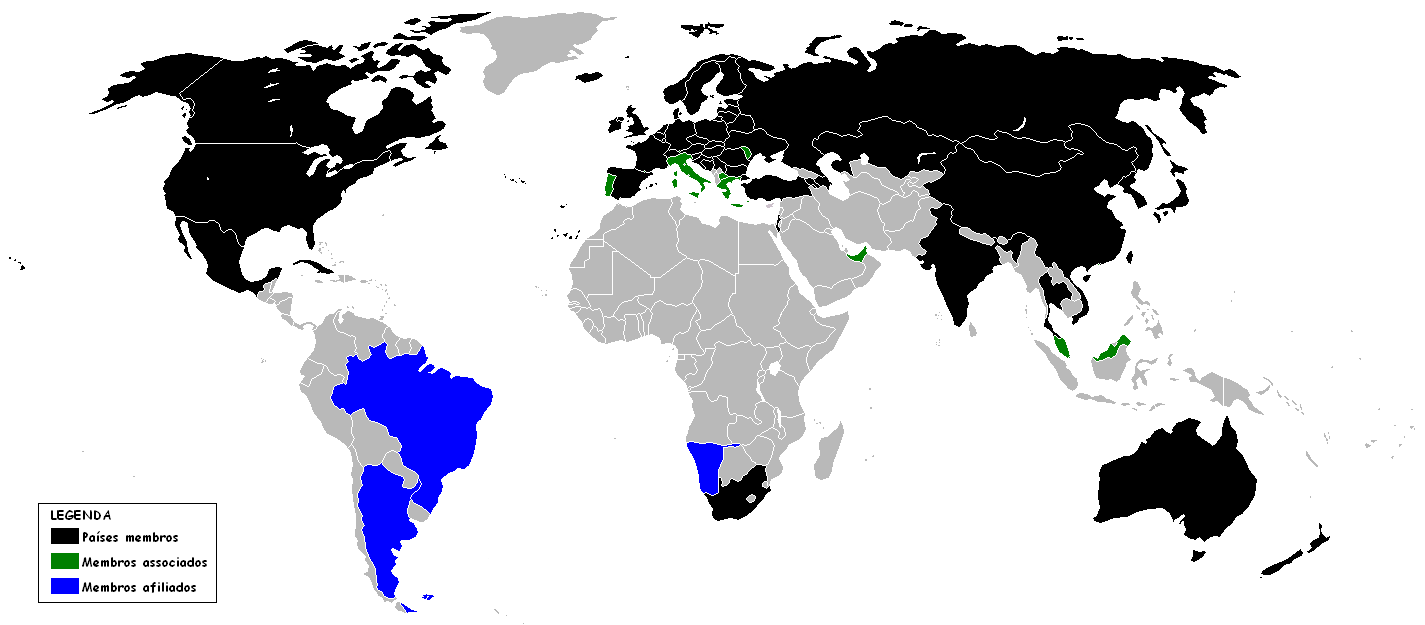
Mapa detalhado

Esta é uma lista de membros da Federação Internacional de Hóquei no Gelo e de equipes nacionais não-filiados.

## Federações nacionais
- - Federació Andorrana d'Esports de Gel
- - Asociación Argentina de Hockey sobre Hielo y en Línea
- - Federação de Hóquei no Gelo da Armênia
- - Federação Australiana de Hóquei no Gelo
- - Österreichischer Eishockeyverband
- - Federação de Hóquei no Gelo da República do Azerbaijão
- - Federação Bielorrussa de Hóquei no Gelo
- - Federação Real Belga de Hóquei no Gelo
- - Federação de Hóquei no Gelo da Bósnia Herzegovina
- - Confederação Brasileira de Hóquei no Gelo
- - Federação Búlgara de Hóquei no Gelo
- - Hockey Canada
- - Associação Chinesa de Hóquei no Gelo
- - Associação de Hóquei no Gelo do Taipé Chinês
- - Federação Croata de Hóquei no Gelo
- - Associação Checa de Hóquei no Gelo
- - Danmarks Ishockey Union
- - Associação Norte-Coreana de Hóquei no Gelo
- - Federação Estoniana de Hóquei no Gelo
- - Associação Finlandesa de Hóquei no Gelo
- - Fédération Française de Hockey sur Glace
- - Deutscher Eishockey-Bund
- - Ice Hockey UK
- - Federação Grega de Hóquei no Gelo
- - Associação de Hong Kong de Hóquei no Gelo
- - Federação Húngara de Hóquei no Gelo
- - Ice Hockey Iceland
- - Associação Indiana de Hóquei no Gelo
- - Federação Irlandesa de Hóquei no Gelo
- - Federação Israelense de Hóquei no Gelo
- - Federazione Italiana Sport Ghiaccio
- - Federação Japonesa de Hóquei no Gelo
- - Federação Cazaque de Hóquei no Gelo
- - Associação Sul-Coreana de Hóquei no Gelo
- - Latvijas Hokeja Federācija
- - Liechtensteiner Eishockey und In-Line Verband
- - Federação Lituana de Hóquei no Gelo
- - Fédération Luxembourgeoise de Hockey sur Glace
- - Federação de Macau de Hóquei no Gelo
- - Federação Malaia de Hóquei no Gelo
- - Federacion Mexicana de Deportes Invernales
- - Federação da Moldávia de Hóquei no Gelo[1]
- - Federação Mongol de Hóquei no Gelo
- - Associação da Namíbia de Hóquei no Gelo e em Linha
- - Nederlandse IJshockey Bond
- - Federação Neozelandesa de Hóquei no Gelo
- - Associação Norueguesa de Hóquei no Gelo
- - Polski Związek Hokeja na Lódzie
- - Federação Portuguesa de Desportos no Gelo
- - Federação Macedônia de Hóquei no Gelo
- - Federação Romena de Hóquei no Gelo
- - Federação Russa de Hóquei no Gelo
- - Associação Sérvia de Hóquei no Gelo
- - Associação de Singapura de Hóquei no Gelo
- - Federação Eslovaca de Hóquei no Gelo
- - Federação Eslovena de Hóquei no Gelo
- - Associação Sul-Africana de Hóquei no Gelo
- - Real Federación Espanõla Deportes de Invierno
- - Federação Sueca de Hóquei no Gelo
- - Schweizerischer Eishockeyverband
- - Associação Tailandesa de Hóquei no Gelo
- - Federação Turca de Hóquei no Gelo
- - Federação Ucraniana de Hóquei no Gelo
- - Associação dos Emirados Árabes Unidos de Hóquei no Gelo
- - USA Hockey

## Seleções nacionais
- África do Sul
- Alemanha
- Argélia
- Armênia
- Austrália
- Áustria
- Bielorrússia
- Bélgica
- Bulgária
- Brasil
- Canadá
- Cazaquistão
- Croácia
- Dinamarca
- Eslováquia
- Eslovênia
- Estados Unidos
- Finlândia
- França
- Reino Unido
- Grécia
- Hungria
- Islândia
- Irlanda
- Itália
- Letônia
- Lituânia
- Mongólia
- Nova Zelândia
- Polônia
- Portugal
- República Tcheca
- Romênia
- Rússia
- Suécia
- Suíça
- Ucrânia